# Södra Holmtjärnen
Södra Holmtjärnen är en sjö i Filipstads kommun i Värmland och ingår i Göta älvs huvudavrinningsområde.